# Johan Botha (Sänger)

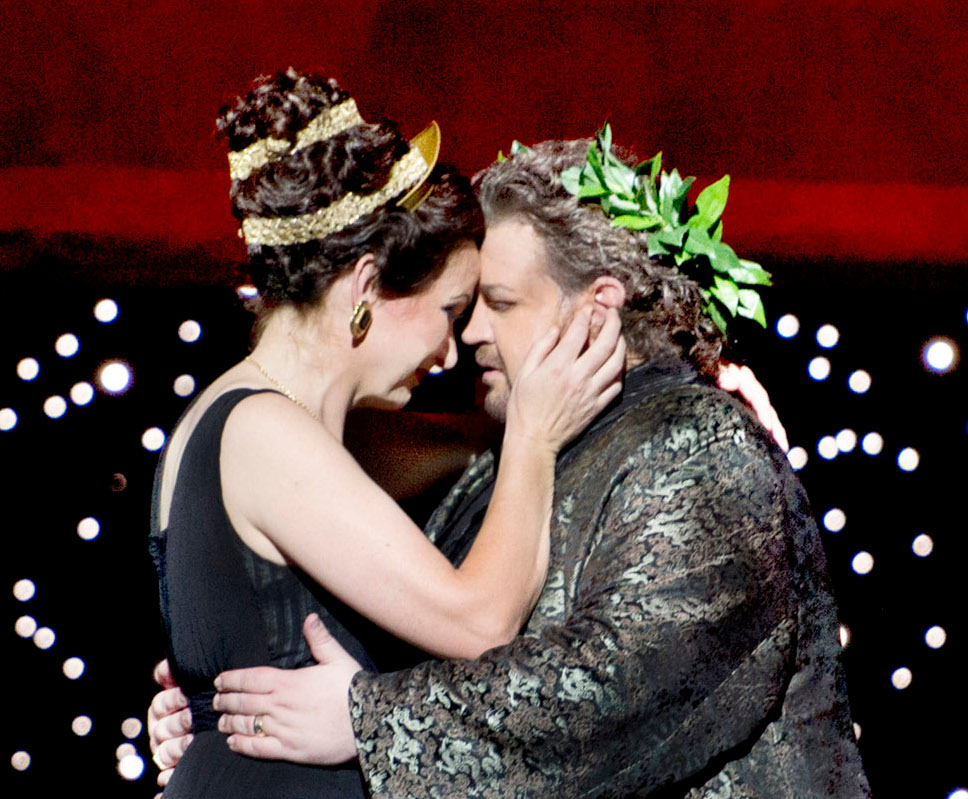
Johan Botha als Bacchus mit Anne Schwanewilms als Ariadne in Ariadne auf Naxos (Staatsoper Hamburg, 2012)

Johan Botha (* 19. August 1965 in Rustenburg, Südafrika; † 8. September 2016 in Wien) war ein südafrikanisch-österreichischer Opernsänger (Tenor).

## Leben
Mit 13 Jahren begann Johan Botha seine Gesangsausbildung in Südafrika und debütierte in Roodepoort im Jahr 1989 als Max in Der Freischütz. Im Sommer 1990 sang er im Bayreuther Festspielchor und debütierte noch im gleichen Jahr als Gustavo in Un ballo in maschera am Pfalztheater Kaiserslautern. Von dort führte ihn sein Weg unter anderem ans Stadttheater Hagen, ans Opernhaus Dortmund und an die Oper Bonn.
Seit der Saison 1993/94 war Johan Botha freiberuflich tätig. Seinen internationalen Durchbruch schaffte er 1993 als Pinkerton in Madama Butterfly an der Pariser Opéra Bastille. Mit dieser Rolle debütierte er später auch an der Mailänder Scala. Danach gastierte er an der Komischen Oper Berlin, an der Staatsoper Hamburg und an der Staatsoper Berlin.
An der Volksoper Wien hatte er Auftritte in La Bohème, Das Land des Lächelns, Norma und in Die Meistersinger von Nürnberg. Ab 1996 wurde die Wiener Staatsoper zu seiner künstlerischen Heimat, wo er seither in den Neuproduktionen Lohengrin, Tannhäuser und der Sängerkrieg auf Wartburg, Die Frau ohne Schatten, I Vespri Siciliani, Daphne, Parsifal, Otello und Die Walküre mitwirkte. Außerdem sang er im Repertoire der Wiener Staatsoper praktisch sein gesamtes Rollenspektrum, darunter Canio in Pagliacci, Turiddu in Cavalleria rusticana, Cavaradossi in Tosca, Erik in Der fliegende Holländer und Florestan in Fidelio. Im Juni 2003 wurde Johan Botha zum bisher jüngsten österreichischen Kammersänger der Staatsoper Wien ernannt.
Im Januar 1997 debütierte er an der Metropolitan Opera New York, wo er seither unter anderem in Lohengrin, Die Meistersinger von Nürnberg, Turandot, Aida, Don Carlos und Otello zu sehen war. Seit dem Sommer 1998 trat Botha auch im Rahmen der Salzburger Festspiele auf. Daneben gastierte er regelmäßig im Royal Opera House Covent Garden in London, in Berlin, Hamburg, Paris und seit 2009 auch in München. Eine internationale Konzerttätigkeit und CD-Aufnahmen gehörten ebenfalls zum künstlerischen Aufgabengebiet des Sängers. 2010 sang er die Rolle des Siegmund in der Oper Die Walküre bei den Bayreuther Festspielen und übernahm diese auch 2013 im neuen Ring. 2013 gab er in der Premiere der Frau ohne Schatten an der Bayerischen Staatsoper den Kaiser.
Johan Botha war seit 1992 verheiratet mit seiner Frau Sonja. Das Paar bekam zwei Söhne und lebte seit 1996 in Wien. Im Jahr 1998 nahm er auch die österreichische Staatsbürgerschaft an.
Johan Botha war Ehrenbotschafter von Blue Shield, der UNESCO-affilierten Nichtregierungsorganisation für Kulturgüterschutz bei bewaffneten Konflikten und Naturkatastrophen. Die Ehrenurkunde wurde ihm am 15. Juni 2012 von der Präsidentin des Österreichischen Nationalkomitees, Ursula Stenzel, und dem Präsidenten der internationalen Assoziation der Nationalkomitees Blue Shield in der Wiener Staatsoper verliehen; die Laudatio hielt Ioan Holender.

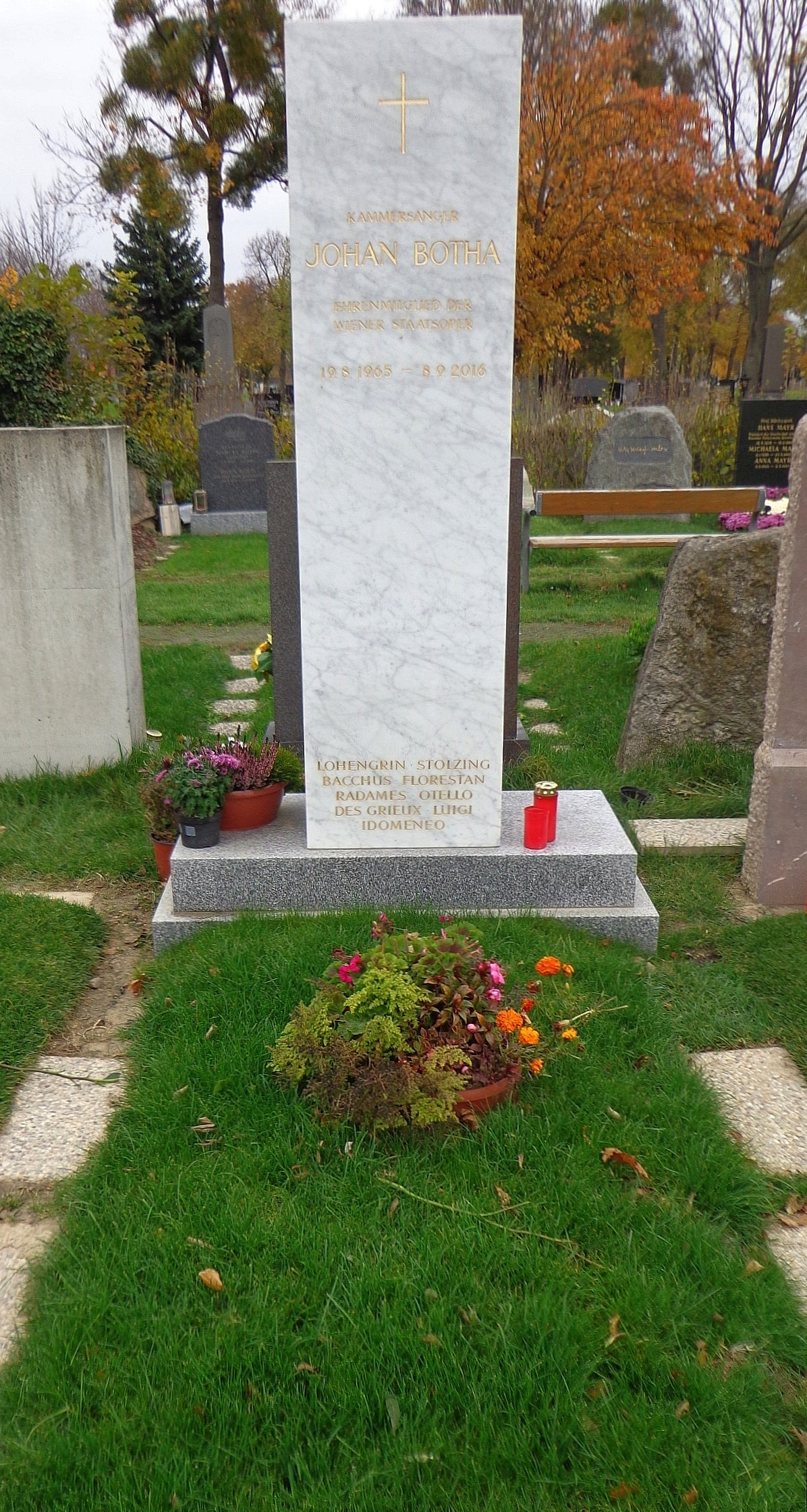
Grabstätte von Johan Botha

Im Dezember 2015 wurde bei Botha Leberkrebs diagnostiziert. Nach siebenmonatiger krankheitsbedingter Pause kehrte er auf die Bühne zurück und sang in Budapest die Partie des Siegmund und in München den Kalaf. Es folgte eine Reise in seine Heimat Südafrika, wo er am 13. August 2016 ein Gala-Konzert im Artscape Opera House in Kapstadt gab. Dabei wurde er auch zum „Honorary Patron to Cape Town Opera“, zum Ehrenmitglied der Oper Kapstadt, ernannt. 2016 wurde er außerdem zum Ehrenmitglied der Wiener Staatsoper ernannt.
Nach Wien zurückgekehrt, erlag Johan Botha seiner schweren Krankheit im Alter von 51 Jahren. Er fand seine letzte Ruhestätte auf dem Wiener Zentralfriedhof (Gr. 40, Nr. 197) in einem ehrenhalber gewidmeten Grab.